# 한스 피츠너

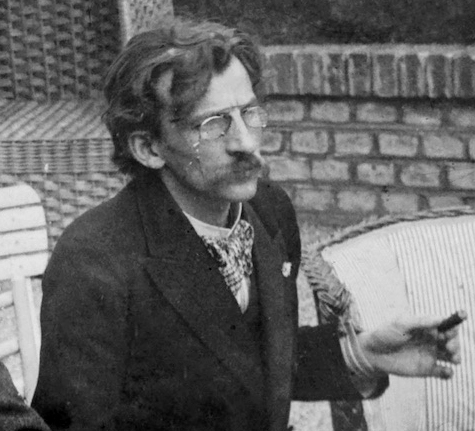
한스 피츠너

한스 에리히 피츠너(Hans Erich Pfitzner, 1869년 5월 5일 ~ 1949년 5월 22일)는 독일의 작곡가이다. 최초의 음악 지도는 음악가였던 부친에게서 받았다. 17세 때 프랑크푸르트의 호흐 음악원에 입학하였고, 뒤에 코블렌츠, 베를린의 슈테른 음악원의 교사로 있었고, 1908년부터 스트라스부르의 음악감독과 음악원의 교사로 근무하였다. 1917년, 대표작인 오페라 <팔레스트리나>가 발터의 지휘로 초연되었다. 그 뒤 베를린 예술아카데미, 뮌헨 음악원에서 작곡을 가르쳤다. 제2차세계대전 때와 대전 후의 혼란기에도 현악 4중주곡 등을 작곡하였으며, 80세에 세상을 떠났다. 피츠너의 예술을 기념하여 피츠너협회가 설립되었다(1950). 피츠너의 양식은 슈만, 바그너 등의 독일권 낭만파를 기반으로 하고 있으며, 알렉산더 폰 쳄린스키, 프란츠 슈미트, 프란츠 슈레커와 함께 독일 후기 낭만파 2세대 4인방이며, '최후의 낭만주의자'라고 불리었다.

## 생애

### 어린 시절
러시아에서 잠시 이주한 독일인 가정에서 태어나 관현악단 단원이자 바이올린 연주자인 아버지로부터 조기 음악교육을 받는다. 1872년 가족을 따라 프랑크푸르트으로 이주한다.벌써 열한 살에 처녀작을 만들었지만 현존하는 첫 작품은 1884년 작곡한 가곡집이다. 1886년부터 1890년까지 프랑크푸르트 호호 음악원에서 작곡을 이반 크노르로, 피아노를 제임스 크바스트에게 사사했다.1892년부터 1893년까지 코블렌츠 음악원에서 배웠고, 1894년에는 마인츠 시영극장에서 무급 지휘자 견습을 맡았다. 다음해인 1895년에는 마인츠에서 최초의 두 대작인 오페라(가없은 하인리히(Der arme Heinrich))와 입센의 희곡을 위한 부수음악(솔하우그의 잔치(Das Fest auf Solhaug))가 초연됐다. 1897년 베를린 슈테른 음악원에 교사로 부임해 1898년 은사 쿠바스트의 딸 미미와 결혼한다. 1903년에 베를린 서부 극장의 초대 악장으로 취임.그해에는 장남 파울도 태어났다.

### 1차 대전까지
1905년 구스타프 말러 휘하의 빈 궁정가극장에서 두 번째 오페라 연애정원의 장미(Die Rose vom Liebesgarten)가 초연된다. 1906년에는 둘째 아들 페터가, 1908년에는 딸 아그네스가 태어났다.1908년 가족과 함께 슈트라스부르크로 옮겨 슈트라스부르크 필하모닉 오케스트라의 교향악 연주회와 슈트라스부르크 시립음악원을 감독했다. 1910년에는 슈트라스부르크 가극장의 음악 감독도 맡아 연출가로도 활동했다. 1913년에는 성공적으로 교수로 임명되었다.

#### 팔레스트리나
1917년에 뮌헨 섭정궁 극장에서 브루노 발터의 지휘로 지금도 피츠너의 대표작으로 알려진 음악적 전설의 악극 《팔레스트리나》가 초연되었다.파란만장한 희곡의 정점에서 예술작품 및 예술가의 자율과 사회적 요청의 긴장관계가 르네상스 시대를 무대로 펼쳐진다.
팔레스트리나는 대립하는 성직자 무리를 화해시키기 위해 미사곡을 작곡해야 하게 된다. 팔레스트리나는 이를 거부했기 때문에 이단심문소에 의한 박해를 각오하지 않을 수 없었고 자살도 생각한다. 고립무원으로 있던 차에, 갑작스런 영감이 번뜩이며, 팔레스트리나는 미사곡의 펜을 잡는다. 더 이상 주문을 위해서가 아니라 자신을 위해서.
토머스 만은 1917년 10월 발표한 짧은 수상 팔레스트리나(Palestrina)에서 이 오페라의 가치를 인정했고, 나중에 자신의 저서 비정치적 인간의 고찰(Betrachtungen eines Unpolitischen)에서도 부연해 거론했다.

### 호전적인 평론가
피츠너는 제1차 세계대전 전후의 모더니즘을 철저히 싫어했고 정치적으로나 문화적으로 보수주의자들을 밀어붙이려 했다. 그래서 부조니의 신고전주의, 힌데미트의 신즉물주의, 신빈악파의 표현주의 음악과 무조, 슈레커의 프랑스 인상주의 음악 접근을 모두 파괴주의로서 기탄없이 공격하며 독일 음악의 조락이라고 규탄했다.
1917년 피츠너는 부조니의 신음악미학론(Entwurf einer neuen Ästhetik der Tonkunst)에 빗대 미래주의자의 위험(Futuristengefahr)을 공표한다. 음악에 있어서의 진보(어떤 작품이 진보적인 수법이라면 그만큼 더욱 더 높게 평가될 수 있다는 의미에서의 진보)라는 추상 개념을 피츠너는 뿌리친 다음, 부조니에 대한 방주로 쇤베르크나 힌데미트도 살펴보면서, 미래의 음악이라는 것이 어떻게 구성될 것인가를 둘러싼 사색과 대치한다.
| “ | 「부조니는 서양음악에 대한 희망을 미래에 맡기고 현재와 과거는 비틀거리기 쉬운 시작으로, 또 준비단계로 이해한다. 하지만 만약 그렇지 않았다면 어떨까? 지금이야말로 우리가 최고점을 찍고 있거나, 혹은 최고점을 찍고 있다는 것을 깨닫는다면?」 | ” |

1920년에는 음악적 불능의 신미학부패의 징후?(Die neue Ästhetik der musikalischen Impotenz: Ein Verwe sungssymptom?)를 저술했다. 피츠너는 이 책에서 새 음악(de: Neue Musik)이라는 개념을 창조한 파울 베커를 공격해 거꾸로 쇼펜하우어 이래 상정돼 온 착상(어떤 작품의 출발점이나 특성이 되는 독창적인 착상)의 미학이라는 지론을 개진해 보였다. 본서에서도 그렇지만, 피츠너의 이론적인 저작에서는, 자신의 예술 활동에 증명된 근본이 되는 동기가, 거의 예외 없이, 비합리적, 배외주의적이고 반유대주의적인 논쟁에 휩쓸리는 것을 알 수 있다( 「비독일적(undeutsch)」라든지 「국제 유대주의(internationales Judentum)」라는 표현이 사용되는 것은 변함없다.)
마지막으로 최대의 저작이 된 창작과 연주(Werk und Wiedergabe)(1929년)에서는 텍스트와 음악에서 엄밀히 발생하는 오페라의 무대 연출에 대해 실천적인 제언을 했다.

### 전간기
1918년 다른 예술가들과 함께 한스 피츠너 독일음악협회(Hans-Pfitzner-Verein fur deutsche Tonkunst)를 창설한다.
제1차 세계대전 후 알자스 로렌이 프랑스에 할양되면서 피츠너는 1919년 슈트라스부르크를 떠나 아마 호수 부근의 운터쇼도르프로 이사했다. 1919년과 1920년에는 뮌헨 필하모닉 오케스트라의 수석지휘자를 맡았으며, 역시 1920년에는 프로이센 예술아카데미 작곡과 마스터 클래스를 주재하였다. 요제프 폰 아이헨도르프의 시에 의한 낭만주의적 칸타타《독일 정신에 대하여(Von deutscher Seele)》(1921년)에 덧붙여,《피아노 협주곡 내림마장조》(1922년)나《바이올린 협주곡 라단조》(1923년) 및《현악4중주 3번》을 변용해 작곡한 교향곡 올림다단조(1923년)에 대한 것도 작품 모두 강렬한 표현 의욕에 의해 전통적인 화성법의 극한까지 추구된다. 1926년 미미 부인을 여의고 나서 작곡한 명토환상곡(Das dunkle Reich)(1930년)에도 같은 것은 해당된다(명토는 미켈란젤로나 괴테, 콘라트 페르디난트 마이어 및 리하르트 데멜의 시에 의한 애도음악이다).

### 만년
1929년에는 환갑을 기념해 대대적으로 공식 축하 모임이 열렸다. 1930년에 주소를 뮌헨으로 옮기고, 다음해인 1931년, 마지막 오페라인 《심장(Das Herz)》을 작곡한다. 1934년에 뮌헨 시립 음악원을 퇴직하고 연금 생활에 들어가, 그 때에 프로이센주 수상 헤르만 괴링과 의견교환을 한다.
1936년 장남 파울을 여의고 이듬해엔 차남 페터, 큰딸 아그네스와 불화를 겪는다. 1939년 말리 슈트르(Mali Stoll)와 재혼했다. 탄생 70주년 축하행사는 10년 전보다 더 생기가 없었다. 전쟁이 발발하자 딸 아그네스는 1939년 스스로 목숨을 끊었고 차남 페터는 1944년 징집되었으나 포로로 러시아에 끌려갔다.(종전 후 귀환한다.) 1942년 피츠너는 뉘른베르크 인근의 폭격으로 이동 중에 타고 있던 자동차가 완전히 파괴됐는데도 부부 모두 난을 피했다. 1943년에는 연합군에 의해 폭탄이 뮌헨의 자택을 강타하여 집이 날아가자 리하르트 슈트라우스에 도움을 받아 가르미슈 파르텐키르헨으로 이사, 피신해 살다가 난민수용소로 수용된 뒤 뮌헨=라마스도르프의 양로원으로 옮겨졌다. 1948년에는 뉘른베르크 재판에서 나치 당원 축출의 틀 안에서 뮌헨 비나치화 심사기관에 의해 법률과 관계없다는 등급이 매겨짐과 동시에 단순 나치 협력자로 판정되어 무죄를 받았다. 단, 단순 협력자 판정에서 적극 혐의는 인정되어 재산 몰수형이 내려졌고 그로 인해 피츠너는 허름한 집에서 살면서 빈 필하모닉에게 도움을 받을 정도로 가난하게 살게 된다. 
1948년 10월, 피츠너에게 뇌졸중이 찾아왔고, 의료진이 빨리 대처해서 회복할 수 있었다. 1949년 2월, 그는 빈에서 팔레스트리나 최초의 전후 공연과 견본에 참여했다. 빈 필하모닉 오케스트라는 안톤 브루크너가 그의 마지막 생을 보낸 벨베더에 있는 카스트도데크(Custoden Stock)에 있는 저택을 그에게 제공했고 그는 빈으로 이주해 이곳에서 죽을 때까지 산다. 1949년 잘츠부르크 페스티벌에서 지휘를 맡게 되면서 잘츠부르크를 방문할 때 두 번째 뇌졸중이 갑자기 발병했으나 이미 의료진이 손을 쓸 수 없는 상황까지 같고 결국 4시간 뒤 별세했다. 자기가 지휘를 맡기로 한 연주회가 3일 뒤에 있기 전이었다. 3일 후 모차르데움에서 애도 연주회가 열렸다. 유해는 비록 그가 그의 유언에 그의 첫 부인 미미 옆에 있는 슌도프 묘지에 묻기를 원했지만, 빈 필하모닉 오케스트라에 의해 빈 국립중앙묘지 14C구역에 매장되었다.

### 수상력

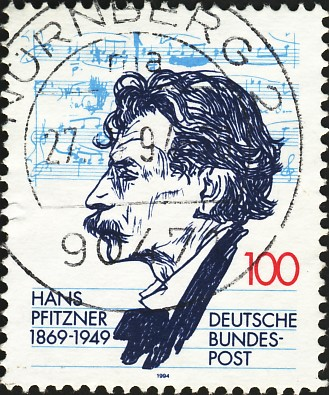
독일연방이 발행한 우표(1994년)의 피츠너상

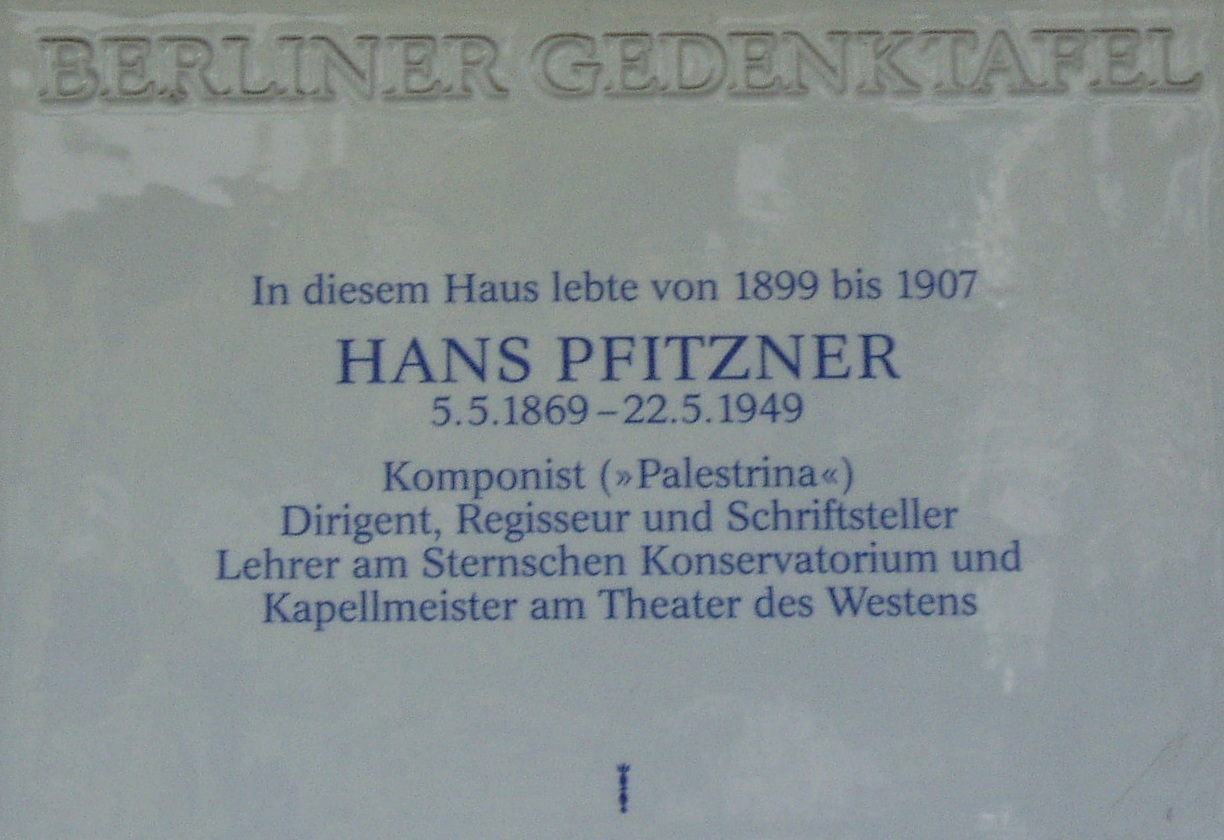
베를린에 있는 피츠너 기념비

- 1917년: 스웨덴 왕립음악원 명예교수
- 1925년: 메리트 훈장 문예부문
- 1930년: 뮌헨시 기념금화
- 1931년: 프로이센 예술아카데미 베토벤상
- 1934년 8월 28일: 프랑크푸르트시 괴테상(탄신 65주년 기념)
- 1935년: 자유도시 및 한자동맹 함부르크시 브람스 메달(기타 수상자로는 빌헬름 킨츨, 에밀 폰 레즈니첵, 장 시벨리우스, 허버트 베드포드, 알베르 루셀, 지크문트 폰 하우제거, 요셉 하스, 아드리아노 루아르디, 쿠트 알베르토
- 1939년: 작센주 플로부르크시 명예시민
- 1942년: 발터란트 음악상
- 1943년: 빈시 베토벤상
- 1944년: 빈 시 기념주화
- 1957년: 빈시 리징에 '피츠너 거리(Pfitzner gasse)'라 명명

## 정치적 입장과 사회적 언동
한스 피츠너는 사망 반세기가 지난 오늘날에도 말러, 슈트라우스를 읻는 독일 후기 낭만주의 대표 작곡가임에도 그의 작품은 팔레스트리나를 제외하고 거의 연주가 되지않았고 평가 또한 부정적이다. 동시대의 영향에 마음을 닫고 후기 낭만파 음악양식으로 작곡해서가 아니라, 독선주의적 셩격과 사람을 싫어하는 경향이나 특히 여러 가지 정치적 표명 때문이다. 피츠너는 애국주의자, 국수주의자임을 자인하고, 나치 정권이 종언하고 나서도 여전히, '국제 유대주의'야말로 '인간의 모든 문제 중에서 제일 중요한 중대사'라고 말하고, 머지않아 해결해야 한다고 했다. 훗날 그가 전범재판을 받고 무죄가 되었음에도 나치 정권의 진실을 마주한 독일 국민들이 그를 비난하면서 결국 발언을 자제하며 은거생활을 하게 된 것도 1948년부터다.
바이마르공화국을 규탄하고 나아가 유대인이 이 나라에서 각계 지도층에 진출하는 것을 '국제주의' 딱지 아래 비난한 것이 히틀러나 나치에 의해 이용당하는 원인이 됐다. 피츠너가 아돌프 히틀러와 나치 정권을 찬양하고 적극 가담, 협력하였다. 반대파들은 피츠너 중에 국수주의와 반모더니즘을 인정하고 나치의 권력 장악에 대한 피츠너의 가담을 비판한다. 일찍이 1933년 4월 피츠너는 토마스 만이 강연회와 논문 리하르트 바그너의 고뇌와 위대함(Leiden und Grüe Richard Wagners)에서 바그너의 여러 추잡한 이미지에는 국가주의자 대 부르주아지가 각인돼 있다고 주장하자.다음해인 1934년에는 독일국 대통령 파울 폰 힌덴부르크의 사후에 대통령직과 수상직의 일원화를 둘러싼 '국민투표'에 대해 '문화인의 성명'에 서명했다. 1944년 5월에는 제2차 세계대전 중임에도 불구하고 히틀러에거 5만 마르크 이상의 증여금을 받았다. 같은 해 8월에는 「천재 명단(蕂Gottbegnadeten-Liste)」에 게재되었을 뿐만 아니라 히틀러에 의해 작성된 특별 리스트에도 가장 중요한 다른 음악가 3명과 함께 「천부적 재능」으로 게재되어 전시 채무를 완전히 면제받았다.
비판자들은 피츠너가 절친한 폴란드 점령 총독 한스 프랑크에게 1944년 작곡하여 헌정한 크라카우의 환영(Krakauer Begrüung)을 유난히 격렬하게 비난한다. 이 작품은 호들갑스러운 팡파르 주제가 우울한 폴로네이즈와 결합된 기악곡이다. 피츠너는 이 작품이 출판 예정되거나 기획되는 일이 없도록 총보를 출판사 소유물로 삼아 축제의 인사말(Feierliche Begrüung)로 개칭함으로써 나치와의 연결고리를 떼어내려고 했다. 프랑크가 크라카우의 환영 초연 후 가장 잘한 것은 가단조의 장송행진곡 부분이라고 하자 당시 75세의 푸피츠너는 이에 답했고 사단조 부분은 적군이 폴란드에서 궐기하는 부분이라고 답했다. 그럼에도 불구하고, 영감 숭배자인 포스트 낭만주의자의 이 작품은 작곡면에서 가장 뛰어난 특질을 보여 주고, 게다가 현대적인 음악 어법의 생각에 잠기지 않고서는 안 될 것 같은 번거로움과도, 아마도 작곡자가 생각했던 것보다 더 깊이 관련되어 있다.
1945년 이후의 피츠너는 나치 정권에 있어서의 자신의 입장을 이상에 대한 것으로 대변하였다(고리타분한 히로이즘을 진심으로 지키려고 했다(den alten Heroismus treu bewahren))고 하여, 소소한 것으로 보이려고 노력했다. 전후인 1947년 10월 13일 피츠너는 나치 활동에 가담한 일급 전범으로 기소됐다. 그러나 나치당원이 아니라는 점 등이 인정돼 무죄판결이 내려졌음에도 피츠너 자신은 독일의 양심적 지식인, 진실을 마주한 독일 국민들에게 비난을 받게되고 세상의 관심을 받지 못하고 외면당하고 적극 협력죄로 재산이 몰수돼 빈 필하모닉 오케스트라의 원조를 필요로 할 정도로 빈곤에 허덕였다.
베를린 독일교향악단의 수석지휘자 잉고 메츠마허는 2007년 동서독 통일기념일에 푸피츠너의 낭만주의적 칸타타(독일 정신에 대하여)를 프로그램에 실었다가 유대인중앙협의회로부터 비난을 받았다. 협의회 부총재인 디터 그라우만은 지휘자인 잉고 메츠마허는 한스 푸피츠너의 독일 정신에 대하여를 독일 통일의 날 베를린 필하모닉 오케스트라 연주회에서 상연함으로써 소란스러운 방법으로 국가사회주의에 대한 공감대를 복권시키고 반유대주의자임을 고백했다고 밝혔다. 요컨대 독일 정신에 대하여 상연과 재평가는 훗날의 돌발적인 사건 없이는 끝나지 않는다는 것이다. 그러나 아이펜도르프의 시에 의한 이 작품은 내용적으로 나치즘과는 일체 관계가 없다. 이 곡이 나치 선동에 활용되었을 뿐만 아니라 피츠너 본인도 이 곡을 나치 찬양에 사용했다.

## 일화
- 1886년부터 1890년까지 피츠너는 프랑크푸르트에 소재한 호흐 음악원에서 이완 노르(Iwan Knorr, 1853 ~ 1916)에게 작곡을 배웠다. 1888년 피츠너는 17세에 첼로 협주곡 0번 가단조를 완성하였지만, 악보를 본 스승 이완 노르는 이 작품을 조롱하는 듯한 반응을 보였다. 격분한 피츠너는 악보를 회수했으나 몇 개월 뒤 이 곡을 초연해 달라고 막스 브루흐에게 총보를 보냈더니 우표가 부족해 브루흐가 수령을 거부해 악보가 미개봉된 채 돌려보냈다. 이후 피츠너는 더 이상 이 곡이 연주될 가치가 없다는 것으로 판단하고 같은 조성의 첼로 협주곡을 만년에야 작곡했다. 결국 1888년 협주곡은 1975년에야 빈의 유고 속에서 재발견됐다.
- 피츠너는 나치 정권에서의 성공을 위해 분투하던 중 작곡가 동료인 게오르크 폴러툰과 파울 그레너가 피츠너에 대해 희롱하는 희롱가를 만들었다.
- 피츠너는 셰익스피어의 한여름밤의 꿈을 위해 새로 극부수 음악을 작곡하기를 거부했다. '멘델스존의 작품을 능가하는 일 따위는 아무도 할 수 없기 때문에,'라고 하는 이유였다.(의뢰된 악곡은, 결국 1939년에 카를 오르프가 1917년의 낡은 초고를 근거로 쓰고 있다)
- 발두르 폰 실라흐(Baldur von Schirach)의 히틀러 청년단 출신 신진 작곡가의 작품을 가리켜 피츠너는 (Eine Pimponie in Bal-dur)라고 불렀다. ('장조(두아)의 교향곡(심포니)'이 아니라 '발두아'의 의미인 'Pal-dur'라고 불렀다.)
- 연합군의 공습 때 피츠너의 자택에 폭탄이 명중했다. 불타 버린 집이 무너져 내릴 때 무심코 이렇게 말했다고 한다."이제 내가 잃을 것은 아무것도 없어. 라고 사람들이 말하겠지?"

## 작품목록
피츠너는 독일권 후기 낭만주의 작곡가로 시류에 편승한 보수적인 작풍으로 창작을 계속했다. 창작기술이라는 측면에서 악곡을 분석적으로 해석하는 풍조를 혐오하여 작곡의 근원은 영감(또는 착상)에 있다고 주장하며 불가지론적인 자세를 취하였다. 성숙기 몇몇 작품에서는 조성의 부유나 불협화음 해방 전음음계의 활용 등 신빈악파 초기 작풍에 접근한 작례도 보이지만, 이를 밀어붙여 조성을 완전히 파괴하는 데까지는 이르지 못하고 20세기 중반까지 19세기 낭만파 음악양식의 전통을 고수했다. 특히 슈만과 바그너에게 사숙했지만 몇몇 초기 작품에서는 슈베르트와 멘델스존, 브람스의 영향도 볼 수 있다. 같은 세대의 리하르트 슈트라우스나 쇤베르크와는 달리 장르의 월경이나 형식의 실험을 시도하지는 않았다.또 가극과 가곡, 각종 기악곡을 다루긴 했지만 교향시를 다루지는 않았다(다만 그렇게 분류할 수 있는 악곡이 없다는 뜻은 아니다).학창시절부터 피아니스트로서도 활약할 만한 연주 기술을 갖고 있고, 몇몇 작품은 직접 피아노를 치고 초연했음에도 피아노곡이 드물다.
피츠너 작품의 특색은 명석한 형식감, 복잡하지만 세련된 반음계적 화성, 그리고 무엇보다도 매력적인 선율의 탐구에 있다.그 점에 있어서도 피츠너는 제일로 리트 작가였던 것이고, 필연적으로 성악곡이 피츠너 창작의 중심이 되었다. 오페라로써는 바그너의 영향을 절대적으로 받아서 그의 오페라들은 대부분 악극이라 부르며 음악적으로도 반음계 화성, 무한선율, 유도동기를 자주 사용했다는 점은 그렇다. 다악장제 기악곡에서도 종종 완서한 가곡적 악장이 작품 전체의 백미가 되며, 때로는 다른 악장에 비해 불균형할 정도로 장대한 연주 시간을 요구받는 일이 있다.

### 무대음악

#### 오페라 (또는 악극)
- 3막의 악극 《가없은 하인리히》 (Der arme Heinrich. Musikdrama in 3 Akten) WoO 15 (1891년)
- 서막과 종막 붙힘의 2막의 낭만적 악극 《연애정원의 장미》 (Die Rose vom Liebesgarten. Romantische Oper in einem Vorspiel, 2 Akten und einem Nachspiel) WoO 16 (1897년)
- 서곡과 2막의 징슈필 오페라 《성탄절의 요정》 (Das Christelflein. Spieloper in 2 Akten) Op.20 (1906년)
- 3막의 음악적 전설의 악극 《팔레스트리나》 (Palestrina. Musikalische Legende in 3 Akten) WoO 17 (1915년)
- 3막의 악극 《심장》 (Das Herz. Drama für Musik in 3 Akten) Op.39 (1930년)

#### 극부수음악
- 솔헤우그의 잔치 (Das Fest auf Solhaug) WoO 18 (1889년)
- 하일브론의 케트헨 (Das Käthchen von Heilbronn) Op.17 (1905년)

### 성악곡

#### 관현악 반주 합창곡
- 알토 독창과 여성합창, 관현악을 위한 《꽃들의 복수》(Der Blumen Rache für Alt-Solo, Frauenchor und Orchester) (1888년)
- '헤르만 전투'에서의《음유시인의 노래》(Gesang der Barden aus Die Hermannsschlacht von Heinrich von Kleist) WoO.19 (1906년)
- 독창과 합창, 관현악, 오르간을 위한 칸타타《독일 정신에 대하여》(Von deutscher Seele. Eine romantische Kantate für Solostimmen, Chor, Orchester und Orgel) Op.28 (1921년)
- 관현악, 오르간, 소프라노, 바리톤 독창에 의한 합창곡《명토환상곡》(Das dunkle Reich. Chorphantasie mit Orchester, Orgel, Sopran- und Baritonsolo) Op.38 (1929년 ~ 1930년)
- 혼성 합창과 관현악, 오르간을 위한 《건강의 샘》 (Fons salutifer für Chor, Orchester und Orgel) Op.48 (1941년)

### 교향곡
- 교향곡 올림다단조 (Sinfonie cis-moll) Op.36a (1932년, 현악4중주 3번(1925)을 바탕으로 새롭게 작곡된 곡이다.)
- 교향곡 사단조 (Sinfonie G-Dur) Op.44 (1939년)
- 교향곡 다장조 (Sinfonie C-Dur) Op.46 '우정에 기대어' (1940년)

### 협주곡
- 바이올린과 첼로, 관현악을 위한 이중 소협주곡 (Duo für Violine, Violoncello und kleines Orchester) Op.43 (1937년)
- 첼로 협주곡 0번 가단조 (Cellokonzert a-moll) (1888년 )
- 첼로 협주곡 1번 사장조 (Konzert G-Dur in einem Satz für Violoncello und Orchester) Op.42 (1935년)
- 첼로 협주곡 2번 가단조 (Cellokonzert a-moll) Op.52 (1944년)
- 피아노 협주곡 내림마장조 (Klavierkonzert Es-Dur) Op.32 (1922년)
- 바이올린 협주곡 나단조 (Violinkonzert h-moll) Op.34

### 관현악곡
- 스케르초 다단조 (Scherzo c-moll) (1887년)
- 비가와 윤무 (Elegie und Reigen) Op.45 (1940년)
- 크라카우의 환영 (Krakauer Begrüßung) Op.54 (1944년)
- 환상곡 가단조 (Fantasie a-moll) Op.56 (1947년)

### 실내악곡
- 클라리넷과 바이올린, 비올라, 첼로, 더블베이스, 피아노를 위한 6중주 사단조 (Sextett g-moll für Klarinette, Violine, Viola, Violoncello, Kontrabass und Klavier) Op.55 (1945년)
- 피아노 5중주 다장조 (Klavierquintett C-Dur) Op.23 (1908년)
- 현악4중주 1번 라단조 (Streichquartett Nr.1 d-moll) (1886년)
- 현악4중주 2번 라장조 (Streichquartett Nr.2 D-Dur) Op.13 (1902년～1903년)
- 현악4중주 3번 올림다단조 (Streichquartett Nr.3 cis-moll) Op.36 (1925년)
- 현악4중주 4번 다단조 (Streichquartett Nr.4 c-moll) Op.50 (1942년)
- 현악4중주를 위한 무너진 푸가토 (Unorthographisches Fugato für Streichquartett) (1943년)
- 피아노 3중주 내림나장조 (Klaviertrio B-Dur) (1886년)
- 피아노 3중주 바장조 (Klaviertrio F-Dur) Op.8 (1895년 ~ 1896년)
- 첼로 소나타 올림바단조 (Sonate fis-moll für Violoncello und Klavier, „Das Lied soll schauern und beben…“) Op.1
- 바이올린 소나타 마단조 (Sonate e-moll für Violine und Klavier) Op.27 (1918년)

### 피아노곡
- 연주회용 왈츠 가단조 (Konzertwalzer a-moll) (1892년, 소실)
- 5개의 소품 (Fünf Stücke für Klavier) Op.47 (1941년)
- 6개의 연습곡 (Sechs Studien für das Pianoforte) Op.51 (1943년)